# Yılmaz Güney
Yılmaz Güney (1. dubna 1937 – 9. září 1984) byl kurdský filmový režisér, scenárista, herec a spisovatel. Ve svých filmech se obvykle věnoval obtížné situaci lidí z nižších vrstev turecké společnosti. Na filmovém festivalu v Cannes v roce 1982 vyhrál Zlatou palmu za film Cesta (Yol), který spolurežíroval s Şerifem Görenem. Za propagaci kurdské kultury a jazyka byl pronásledován tureckou vládou.
Poprvé byl uvězněn v roce 1960 poté, co v zemi převzala vládu vojenská junta. Ve vězení strávil dva roky a během nich napsal politickou novelu They Died with Their Heads Bowed.
Znovu uvězněn byl v letech 1972–1974. Krátce po propuštění na amnestii byl opět zatčen a obviněn z údajného zabití prokurátora. Byl odsouzen k 19 letům vězení. Z vězení uprchl v roce 1981 a uchýlil se do exilu ve Francii. Yilmaz celý život trval na své nevině.
Hrál ve více než stovce filmů, k padesáti napsal scénář, sedmnáct jich režíroval. V době, kdy byl ve vězení, jeho projekty dokončovali či realizovali Temel Gürsu, Atif Yilmaz, Bilge Oglaç, Zeki Ökten a Şerif Gören. Posledním Güneyovým opusem bylo vězeňské drama Zeď (Duvar / Le mur), natočené ve Francii.
Umřel v Paříži na rakovinu žaludku.